# Kosmos A-1
Kosmos A-1 — pierwszy człon radzieckich rakiet nośnych rodziny Kosmos. Człony tego typu były używane około 165 razy, w tym 10 razy z niepowodzeniem.